# Deutsche Versuchsanstalt für Luftfahrt

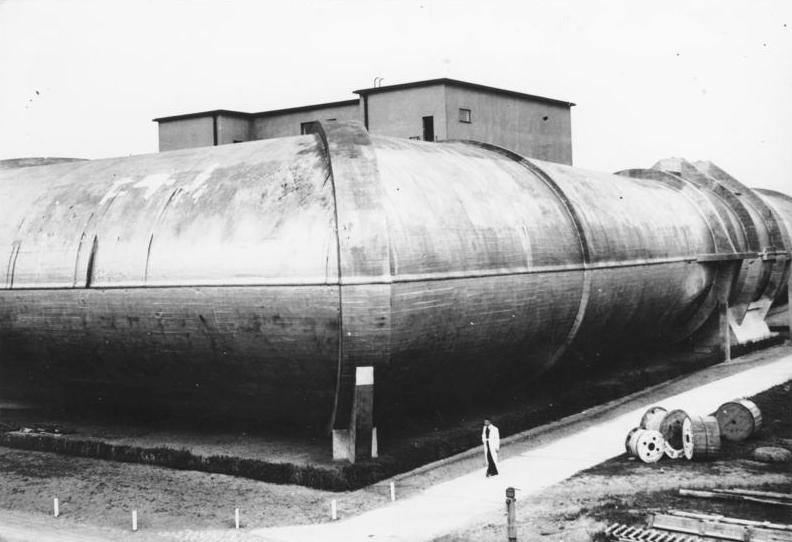
Windkanal Berlin-Adlershof (Oktober 1935), Aufnahme aus dem Bundesarchiv

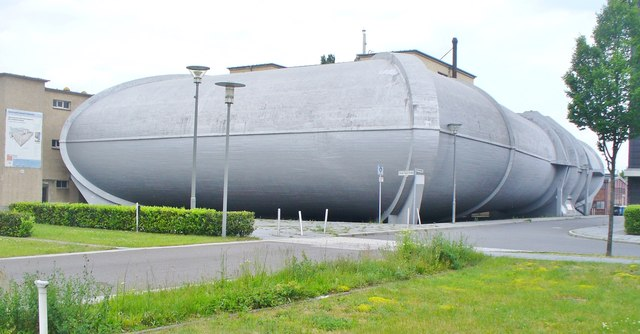
Der Große Windkanal, 2013

Die Deutsche Versuchsanstalt für Luftfahrt (DVL) war die zentrale Forschungs- und Entwicklungseinrichtung für Luftfahrt im Deutschen Reich. Sie ist eine der Vorgängerinstitutionen des Deutschen Zentrums für Luft- und Raumfahrt (DLR). Während der Weltkriege und der Kriegsvorbereitungen wurden die Arbeiten des DVL auf militärische Belange orientiert. Ab 1934 wurde das DVL dem Reichs-Luftfahrtministerium unterstellt.

## Geschichte
Die Gründung erfolgte am 20. April 1912 in Berlin. Sie war, neben der durch Ludwig Prandtl 1907 in Göttingen gegründeten Aerodynamischen Versuchsanstalt (AVA), die zentrale wissenschaftliche Einrichtung für die Entwicklung der Flugtechnik. Die Gründung der DVL ging auf das Betreiben von Graf Ferdinand von Zeppelin zurück, der darin die deutsche Antwort auf die lange vorher gegründeten Forschungseinrichtungen in Frankreich Institut Aéronautique und in Großbritannien dem Advisory Committee for Aeronautics sah. Die Gründung kam erst zustande, als Wilhelm II. auf dem Kaisermanöver 1911 die militärische Bedeutung der Luftfahrt demonstriert worden war. Den militärischen Aspekt des DVL spiegelt auch die Gruppe der 24 Gründungsmitgliedern des Vereins DVL wider: zu ihnen gehörten neben dem VDI, administrativen, technischen und wissenschaftlichen Einrichtungen auch das Kriegsministerium und Rüstungsunternehmen.
Sie wurde zunächst vom vorläufigen Präsidenten Oberst Hugo Schmiedecke geleitet. Schon im Oktober 1912 übernahm Generalleutnant Hermann Rieß von Scheurnschloß die Präsidentschaft und leitete die Einrichtung bis Kriegsbeginn Anfang August 1914.

### Ab 1933
Die DVL war am damaligen Motorflugplatz Johannisthal-Adlershof beheimatet. Nach der Machtübernahme der Nationalsozialisten wurde ab 1934 das DVL dem Reichs-Luftfahrtministerium unterstellt. Im Jahr 1936 wurde Günther Bock Direktor der DVL. Er blieb es bis 1945. In dieser Zeit beauftragte die DVL die Firma C. Lorenz mit der Entwicklung des Funknavigationsverfahrens „Sonne“. Unter Leitung von Ernst Ludwig Kramar entwickelt die Firma das System für den Einsatz im Zweiten Weltkrieg. Es wurde 1940 eingeführt und nach dem Krieg als „Consol“ fortgeführt.

### Ab 1945
Nach 1945 lag der DVL-Standort Adlershof in der sowjetischen Besatzungszone. Dieser ging teilweise im Standort Berlin-Adlershof der Akademie der Wissenschaften der DDR auf. Heute ist er Bestandteil des Wissenschafts- und Wirtschaftsstandort Adlershof (kurz: WISTA).
Für die Bundesrepublik wurde die Anstalt von 1953 bis 1958 auf dem Flughafen Essen/Mülheim betrieben. Im Jahre 1955 wurde das 1937 gegründete Flugfunkforschungsinstitut Oberpfaffenhofen (FFO) mit der DVL fusioniert. Aufgrund besserer Rahmenbedingungen bezog die DVL ab 1958 am Flughafen Köln-Wahn (heute Flughafen Köln/Bonn) ihren endgültigen Standort.
Die AVA, die Deutsche Forschungsanstalt für Luftfahrt (DFL) und die DVL gingen 1969 in der Deutschen Forschungs- und Versuchsanstalt für Luft- und Raumfahrt (DFVLR) auf. 1989 wurde diese in Deutsche Forschungsanstalt für Luft- und Raumfahrt (DLR) umbenannt. Dabei wurden einige Aufgaben der bisherigen DFVLR in die Deutsche Agentur für Raumfahrtangelegenheiten (DARA) ausgegliedert.
Im Jahr 1990 wird das Institut für Kosmosforschung (IKF) in Adlershof Partner des DLR und geht anschließend 1992 in der gesamtdeutschen Forschungslandschaft in den DLR-Instituten für Weltraumsensorik und Planetenerkundung auf.
1997 wurden DARA und DLR wieder unter der alten Bezeichnung DLR zum Deutschen Zentrum für Luft- und Raumfahrt zusammengefasst.